# Galerie d'art de Nouvelle-Galles du Sud
La galerie d'art de Nouvelle-Galles du Sud (en anglais : Art Gallery of New South Wales) est un musée situé à Sydney, en Australie. C'est le quatrième musée public le plus important de Sydney, et le quatrième plus grand musée d'Arts d'Australie. L'accès à l'espace général d'exposition est gratuit. Il compte des œuvres de l'art australien (de la période coloniale au contemporain), européen et asiatique.

## Histoire

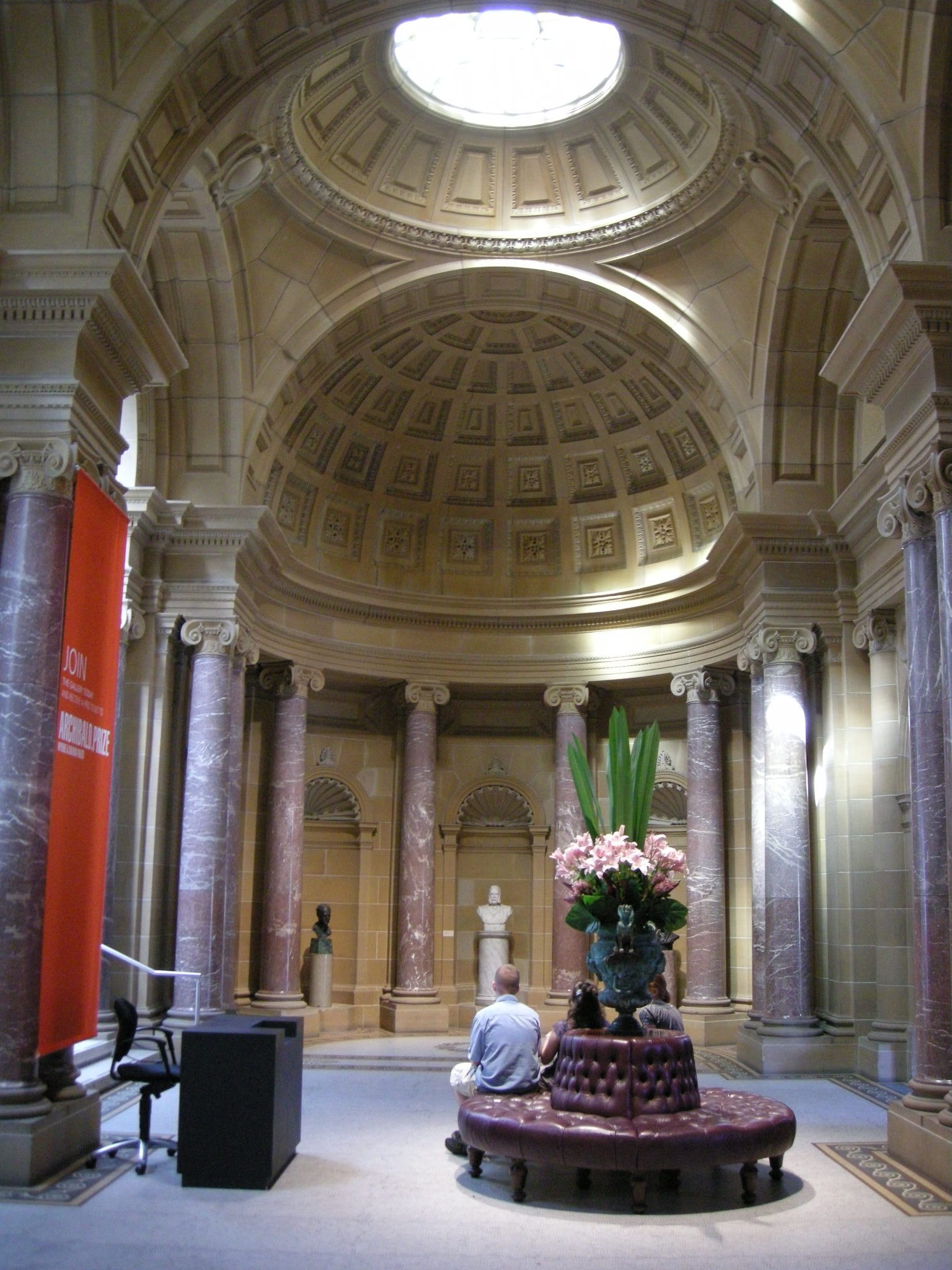
La rotonde.

Au XIXe siècle Sydney tarde à établir une galerie d'art importante. L'impulsion vient pendant les années 1870, quand l'agitation politique en Europe suscite l'intérêt en Australasie de devenir un nouveau conservatoire de la civilisation occidentale. Une académie d'art  et la galerie sont fondées en 1871 mais sans avoir de collection ni de lieu d'exposition,. Les premières œuvres sont acquises en 1874 et l'emplacement actuel de la Galerie d'art de Nouvelle Galles du Sud date de 1885. La construction du bâtiment actuel commence en 1896, afin de refléter l'idéal du XIXe siècle d'un « temple classique de l'art ».
La galerie accueille le prix d'art le plus prestigieux d'Australie : le prix Archibald pour la portraiture. Ce prix d'art est fondé en 1921.

## Collection du musée

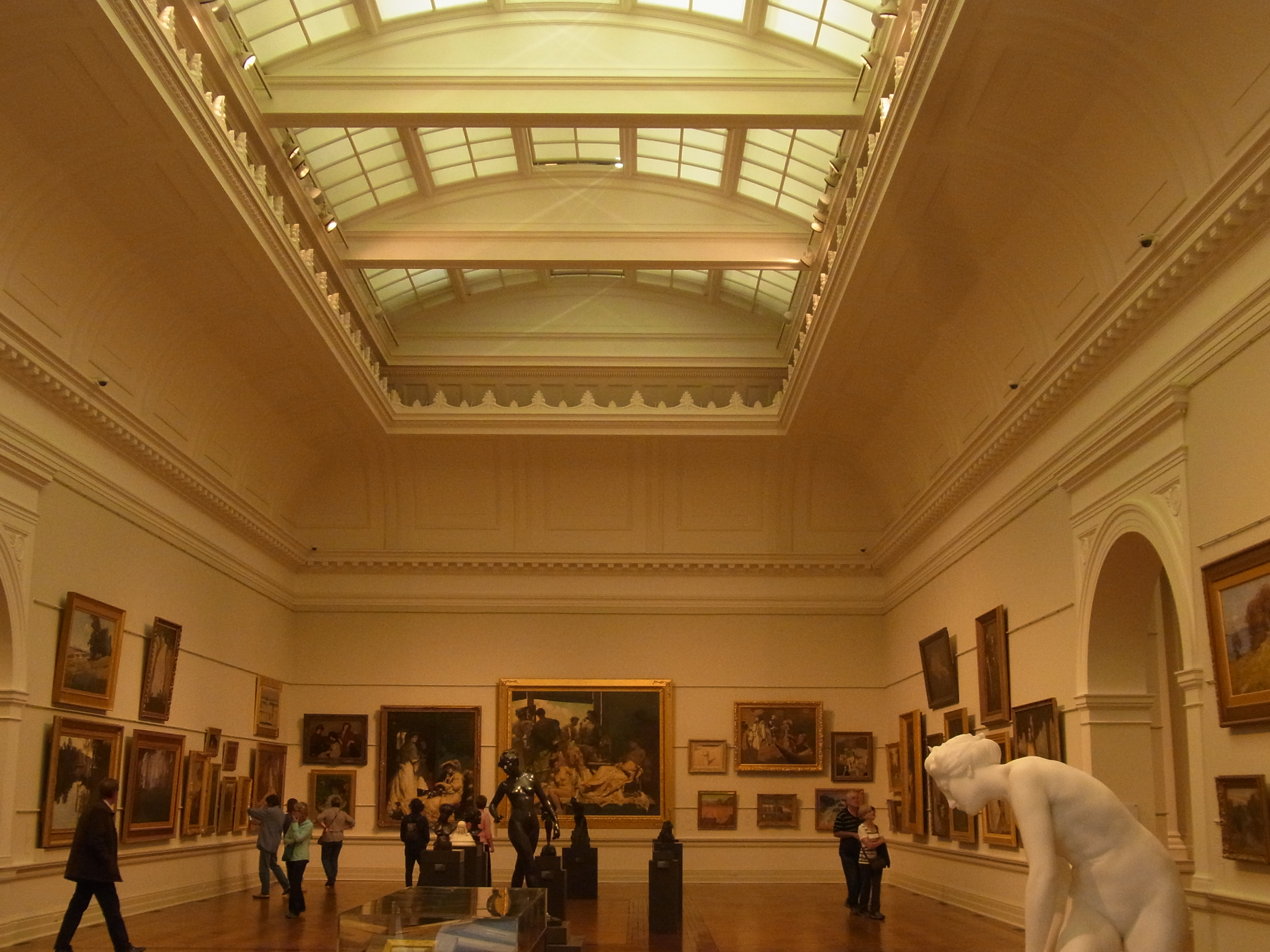
Le Old Court.

La collection de la galerie inclut le travail des artistes locaux célèbres : Lloyd Rees, Brett Whiteley et Grace Cossington Smith. Elle expose également les tableaux australiens marquants de l'école d'Heidelberg, mais aussi des exemples de l'art des Aborigènes d'Australie et un riche éventail d'antiquités et d'objets d'art d'Asie du Sud-Est et d'Extrême-Orient.
Outre les noms mentionnés ci-dessus, le musée expose les tableaux des Australiens Arthur Streeton, Tom Roberts, Frederick McCubbin, John Glover, Eugene von Guerard, John Peter Russell, David Davies, Charles Conder, William Piguenit (en), E. Phillips Fox, Sydney Long (en), George W. Lambert, Hugh Ramsay (en), Rupert Bunny, Grace Cossington Smith, Roland Wakelin, Margaret Preston, Mitjili Napurrula, Gabriella Possum Nungurrayi, William Dobell, Sidney Nolan, Russell Drysdale, James Gleeson (en), Arthur Boyd, Lloyd Rees, John Olsen, Fred Williams, Brett Whiteley et Imants Tillers (en).
La collection d'art européen contient des œuvres de toutes les périodes depuis le Moyen Âge, en passant par Pierre Paul Rubens ou Pablo Picasso, jusqu'au Pop Art américain. Elle possède des sculptures (Auguste Rodin, Alberto Giacometti, Henry Moore...) et un large éventail de tableaux signés, notamment, Bartolomeo di Giovanni, Nicolò dell'Abbate Bronzino, Bernardo Strozzi, Jacob van Ruisdael, Claude Lorrain, William Hogarth, Nicolas de Largillierre, Jean-Marc Nattier, Canaletto, Giandomenico Tiepolo, Benjamin West, John Constable, Eugène Delacroix, Alphonse de Neuville, Évariste-Vital Luminais, Édouard Detaille, Charles Conder, Jean Le Moal, Ford Madox Brown, Eugène Boudin, Claude Monet, Camille Pissarro, Vincent van Gogh, Edward Burne-Jones, Henri Fantin-Latour, James Tissot, Pierre Bonnard, Henri Matisse, Jules Pascin, Georges Braque, Ernst Ludwig Kirchner et Giorgio Morandi.
La Galerie d'art de Nouvelle-Galles du Sud fait encore d'importantes acquisitions. En 2008, par exemple, elle achète Bord de la Marne, un tableau de Paul Cézanne pour 16,2 millions $. Il s'agit de la somme la plus élevée payée par l'institution pour l'acquisition d'un objet d'art.

## Récompenses
Le prix Archibald, le Sulman Prize, Wynne Prize et Dobell Prize inter alia.

## Galerie

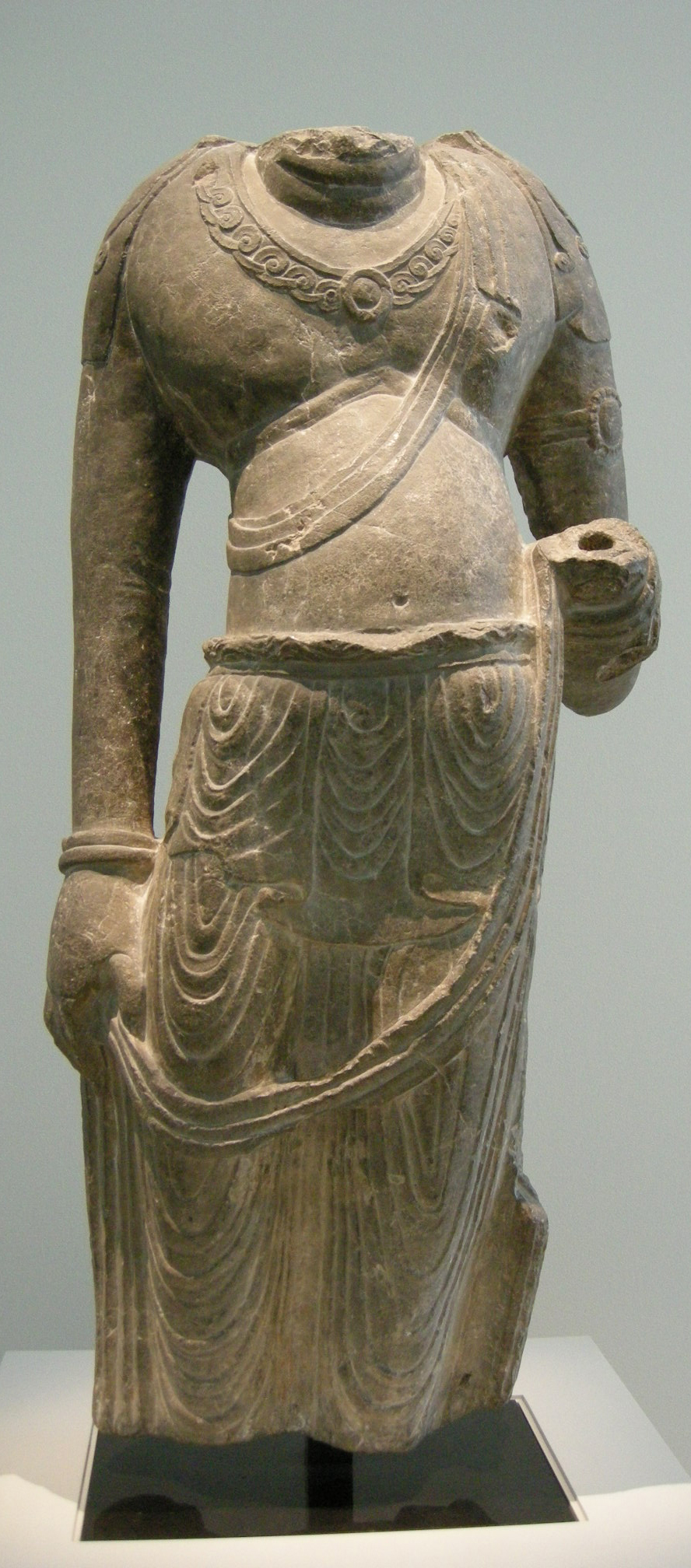
Statue de Bodhisattva, (dynastie Tang, VIIIe siècle)
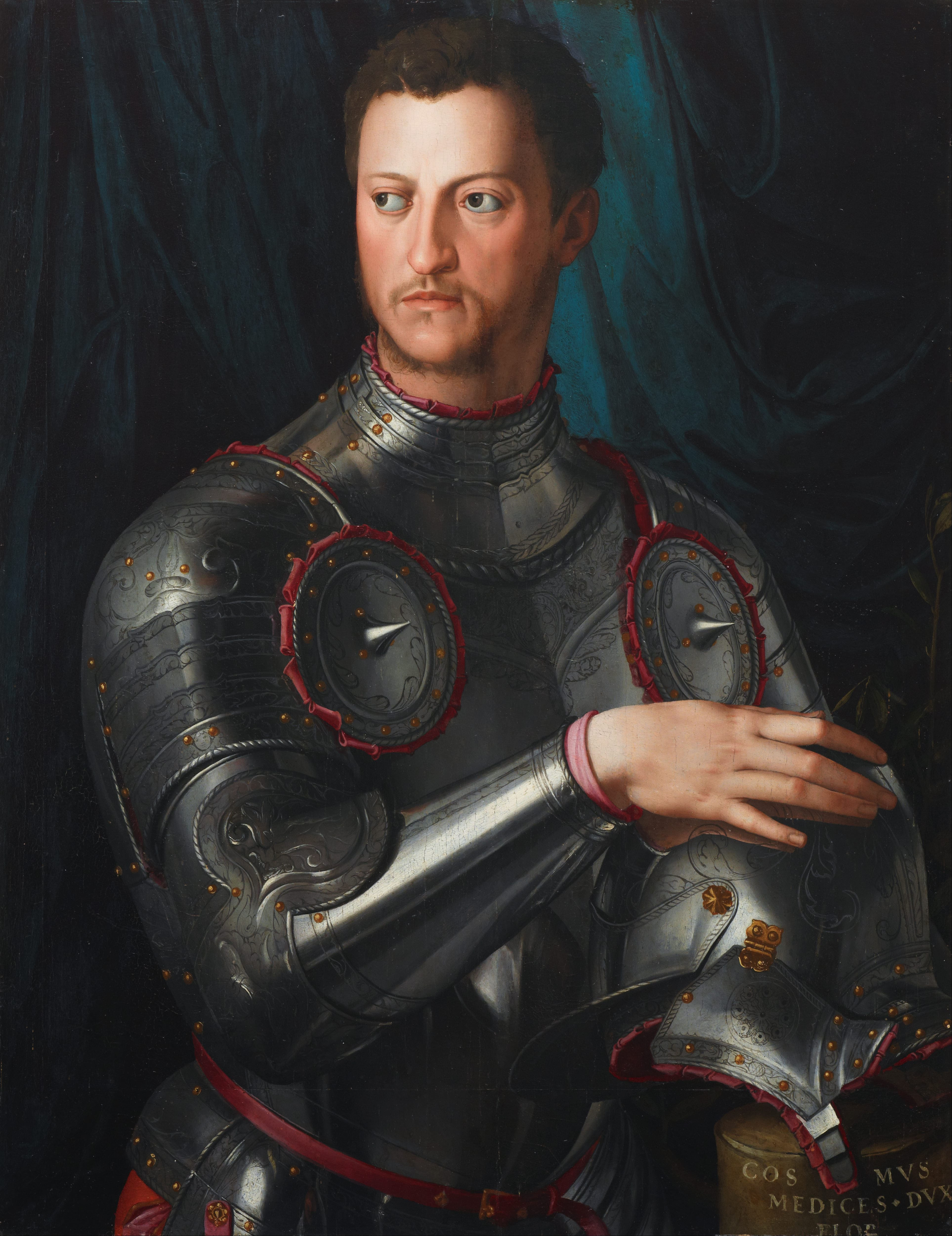
Bronzino, Cosme Ier de Toscane en armure (vers 1545)
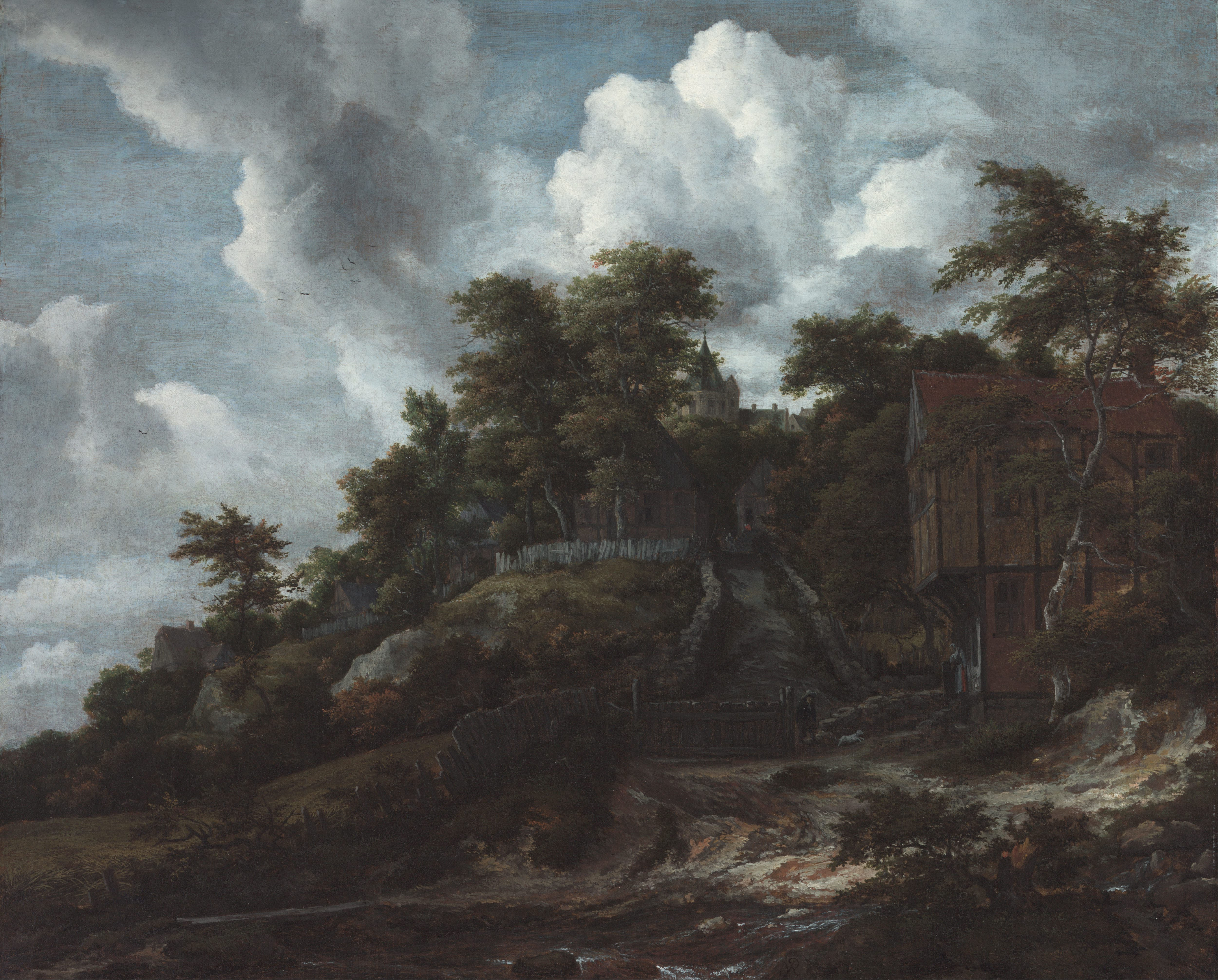
Jacob van Ruisdael, Colline boisée avec vue sur le château de Bentheim (1655-1660)
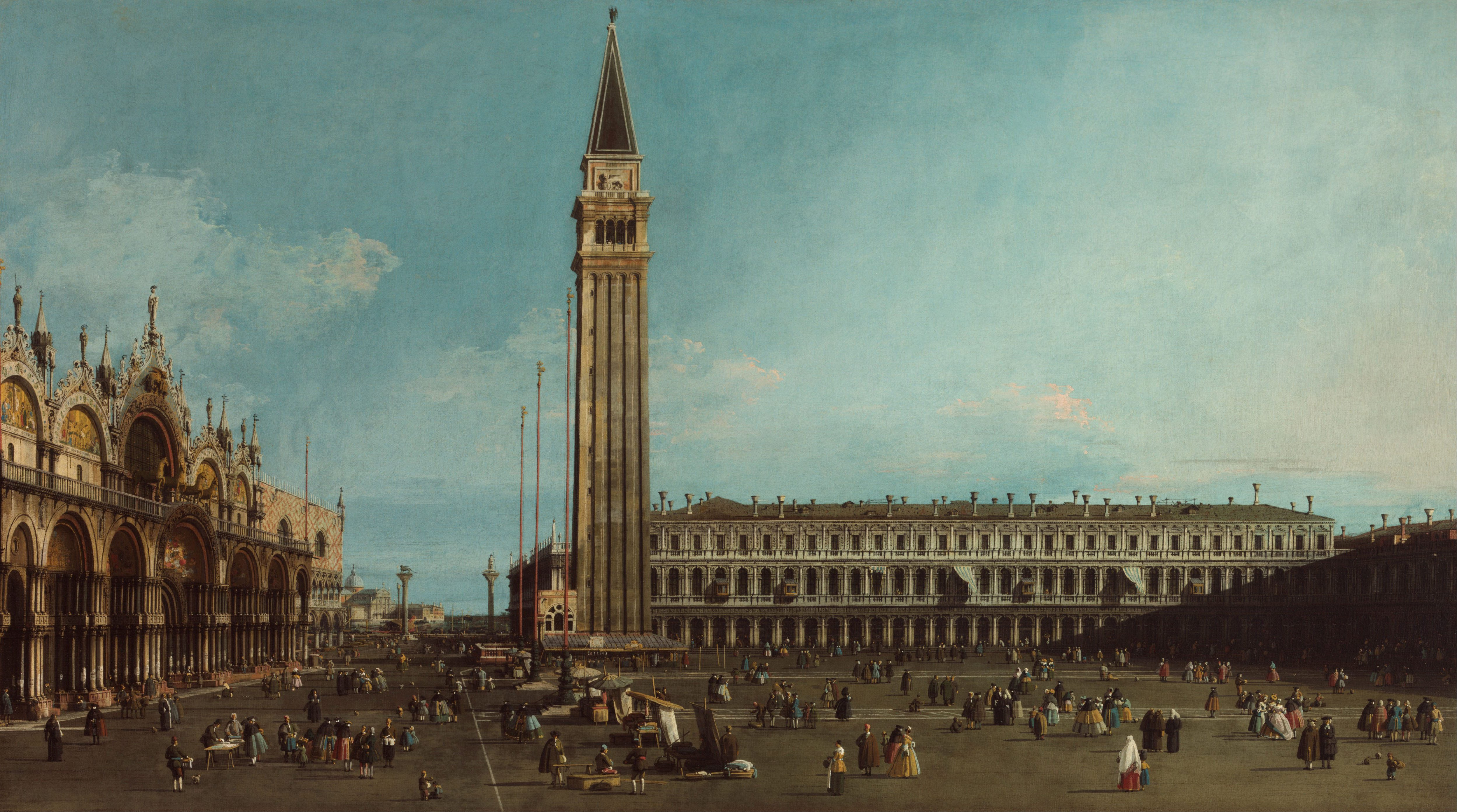
Canaletto, La Place Saint-Marc à Venise (1742-1746)
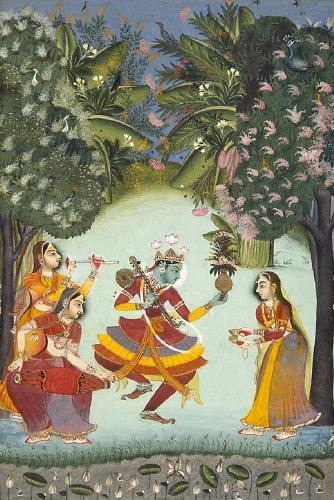
Vasant Ragini, Ragamala, Rajput (1770)
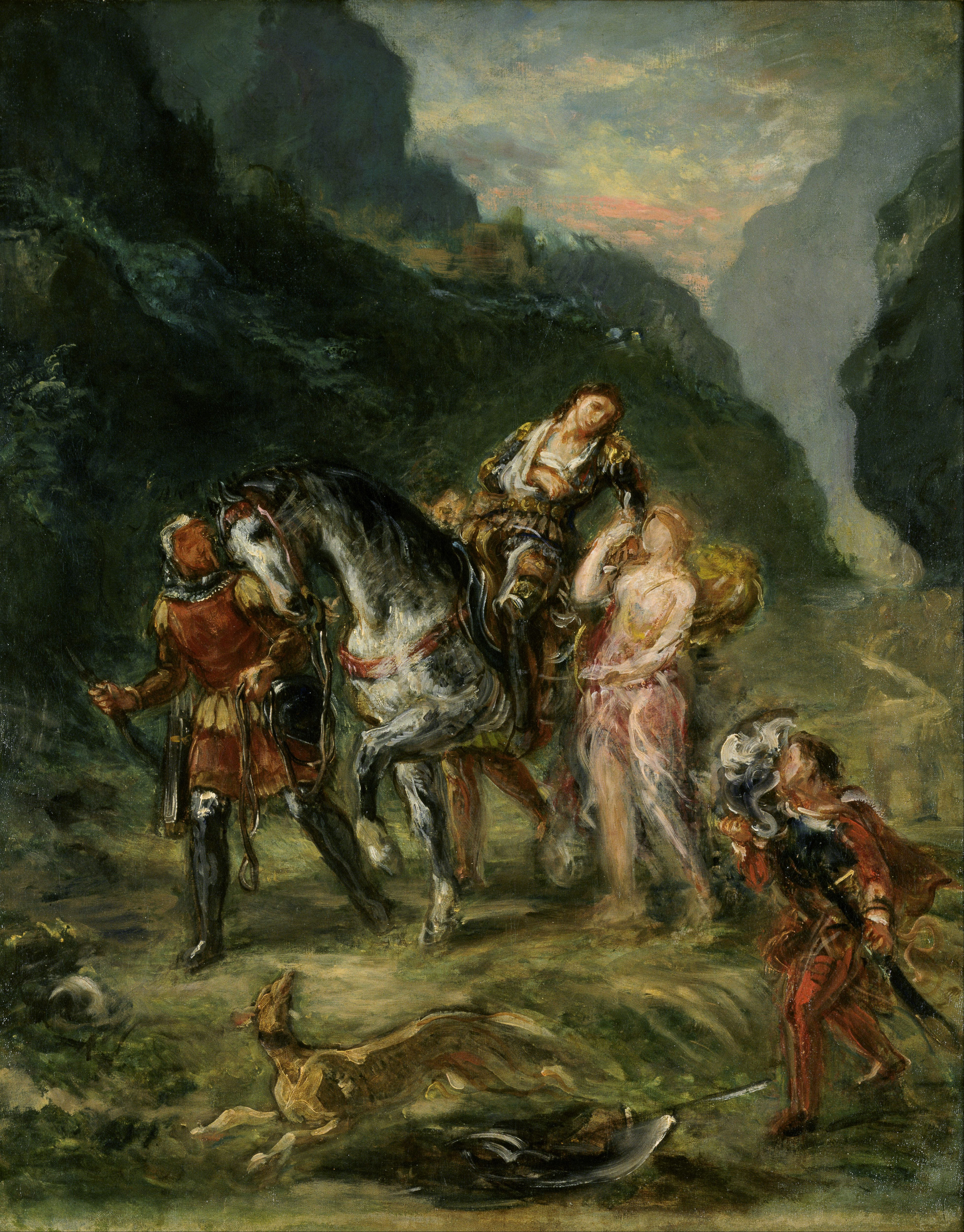
Eugène Delacroix, Angélique et Médor blessé (vers 1860)
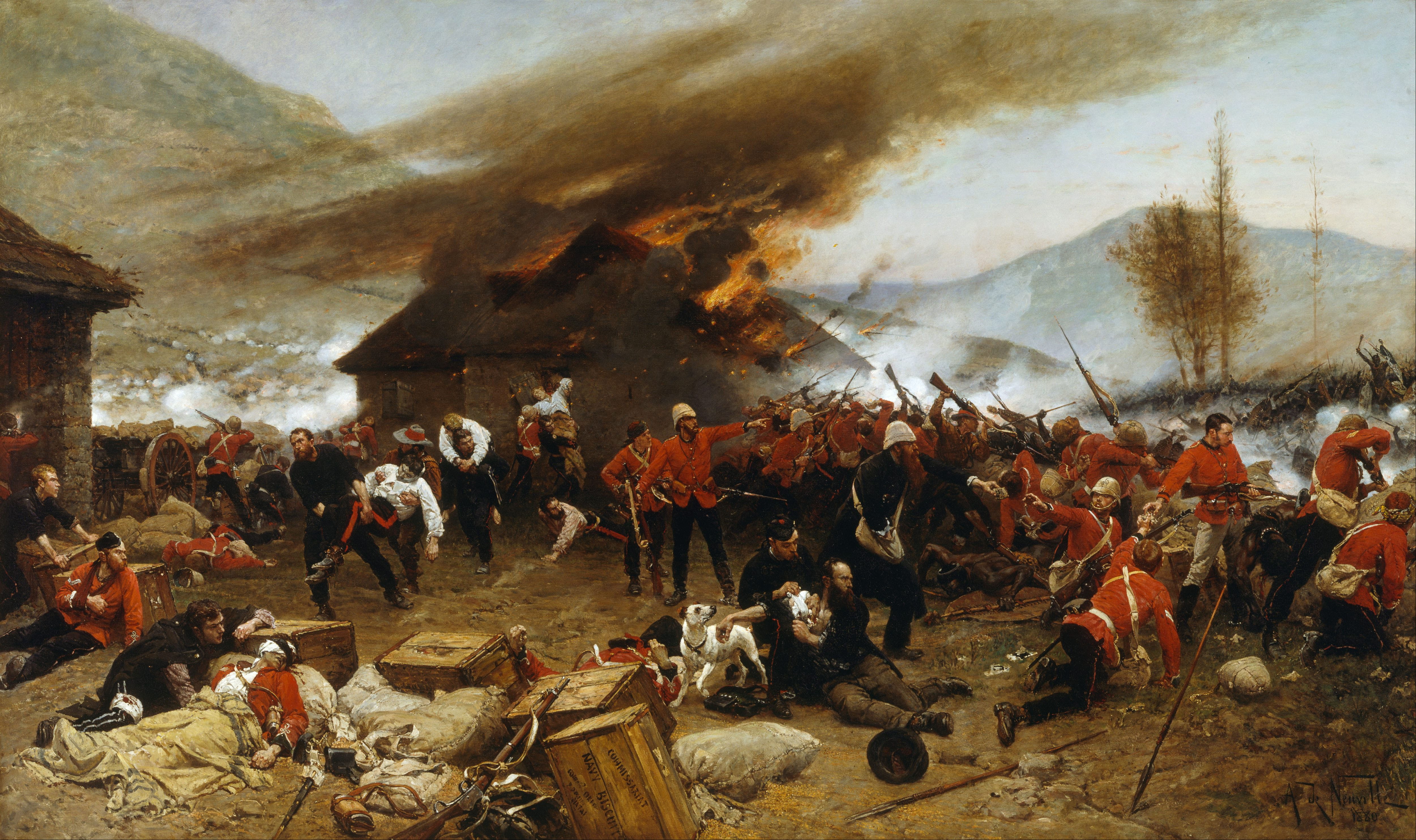
Alphonse de Neuville, La Défense de Rorke's Drift (1880)
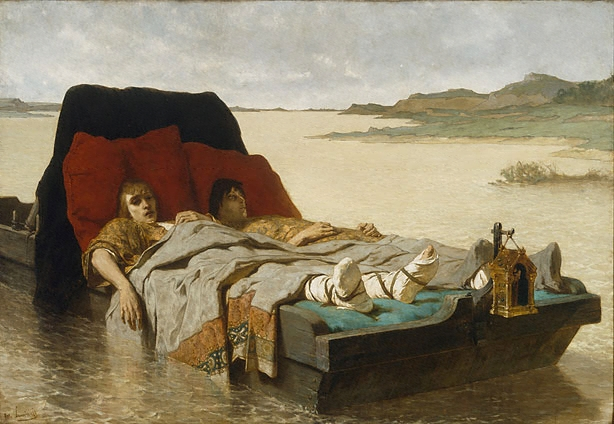
Évariste-Vital Luminais, Les Fils de Clovis II (1880)
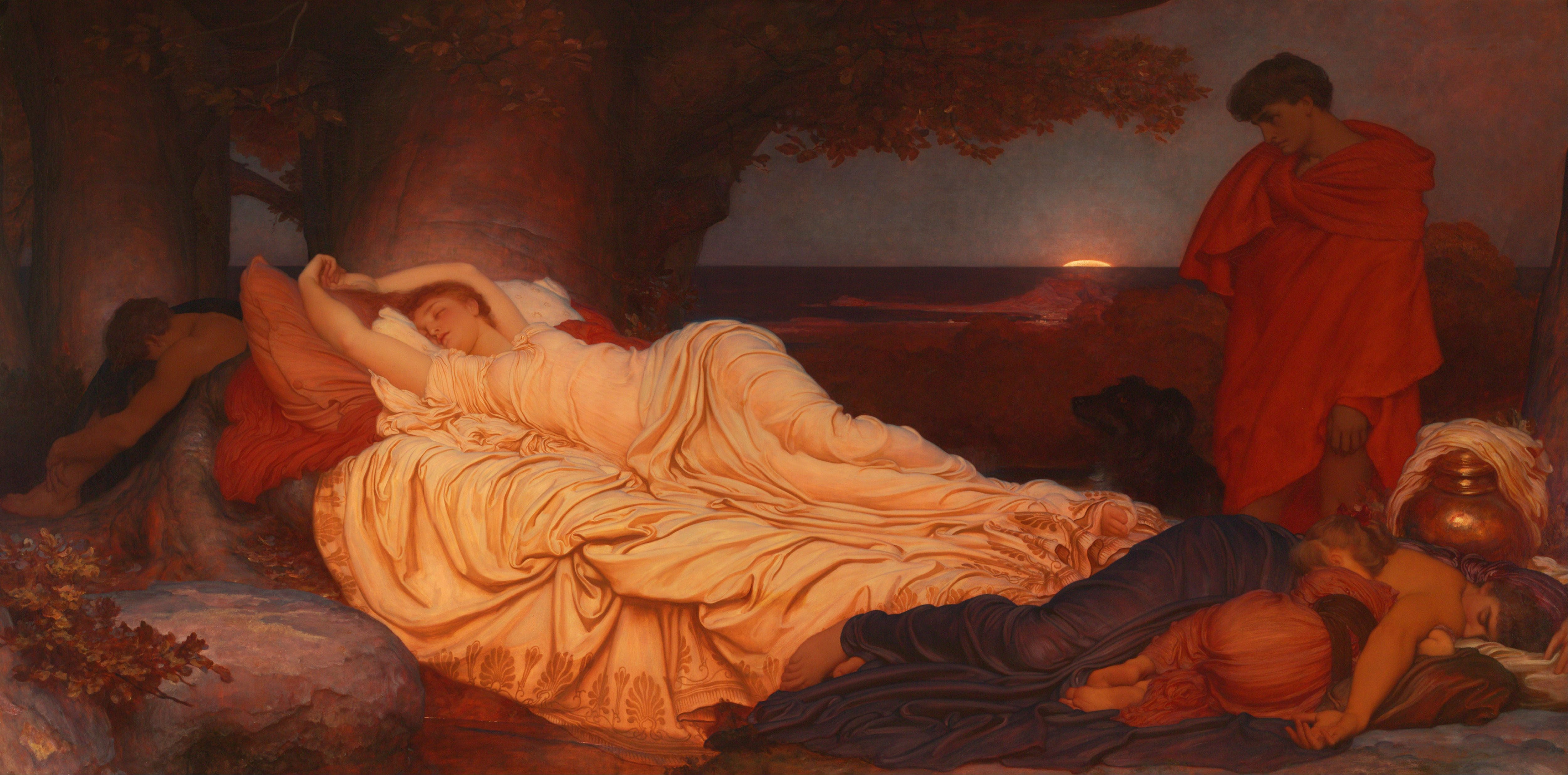
Frederic Leighton, Cimon et Iphigénie (1884)
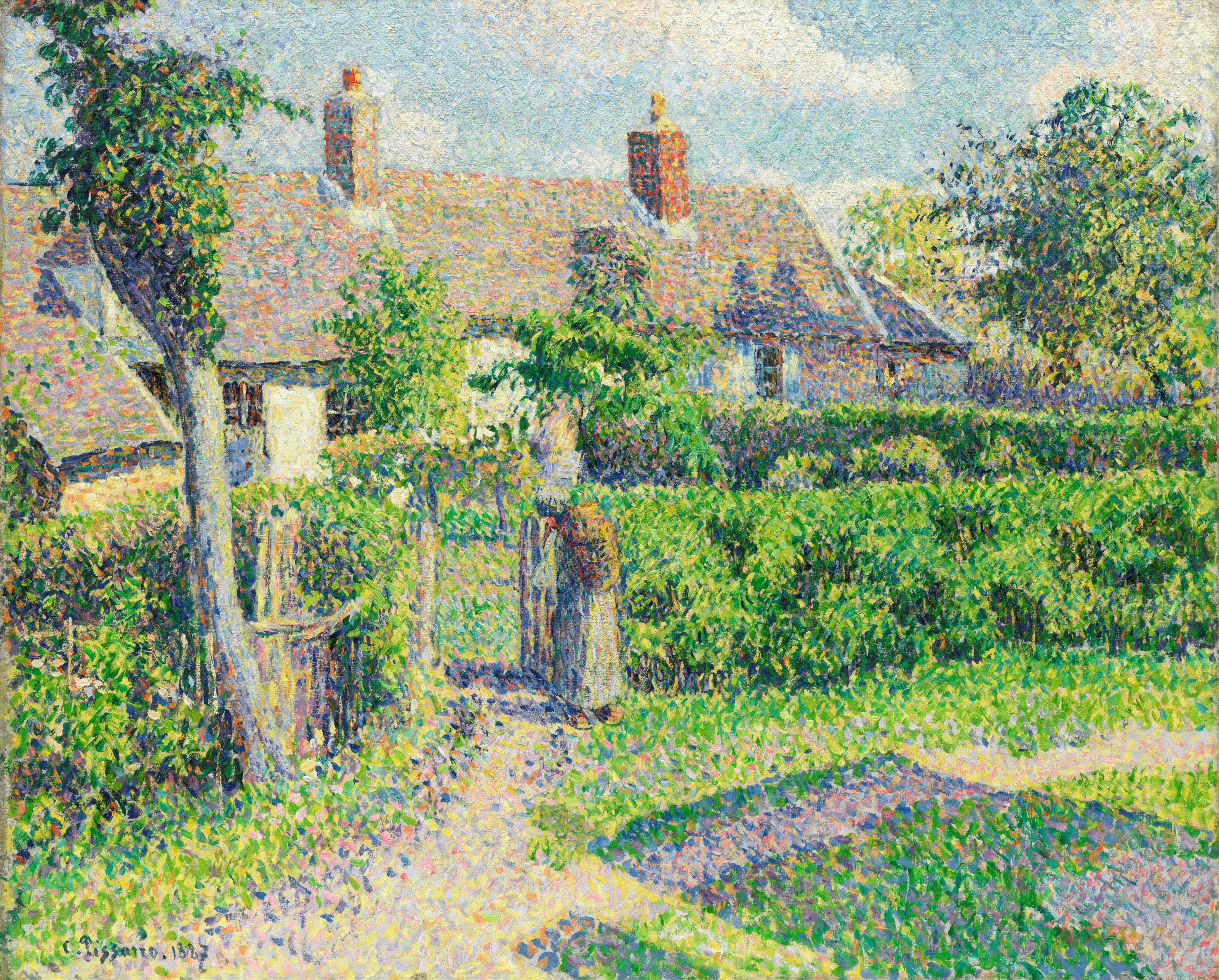
Camille Pissarro, Maison de paysans à Éragny (1887)
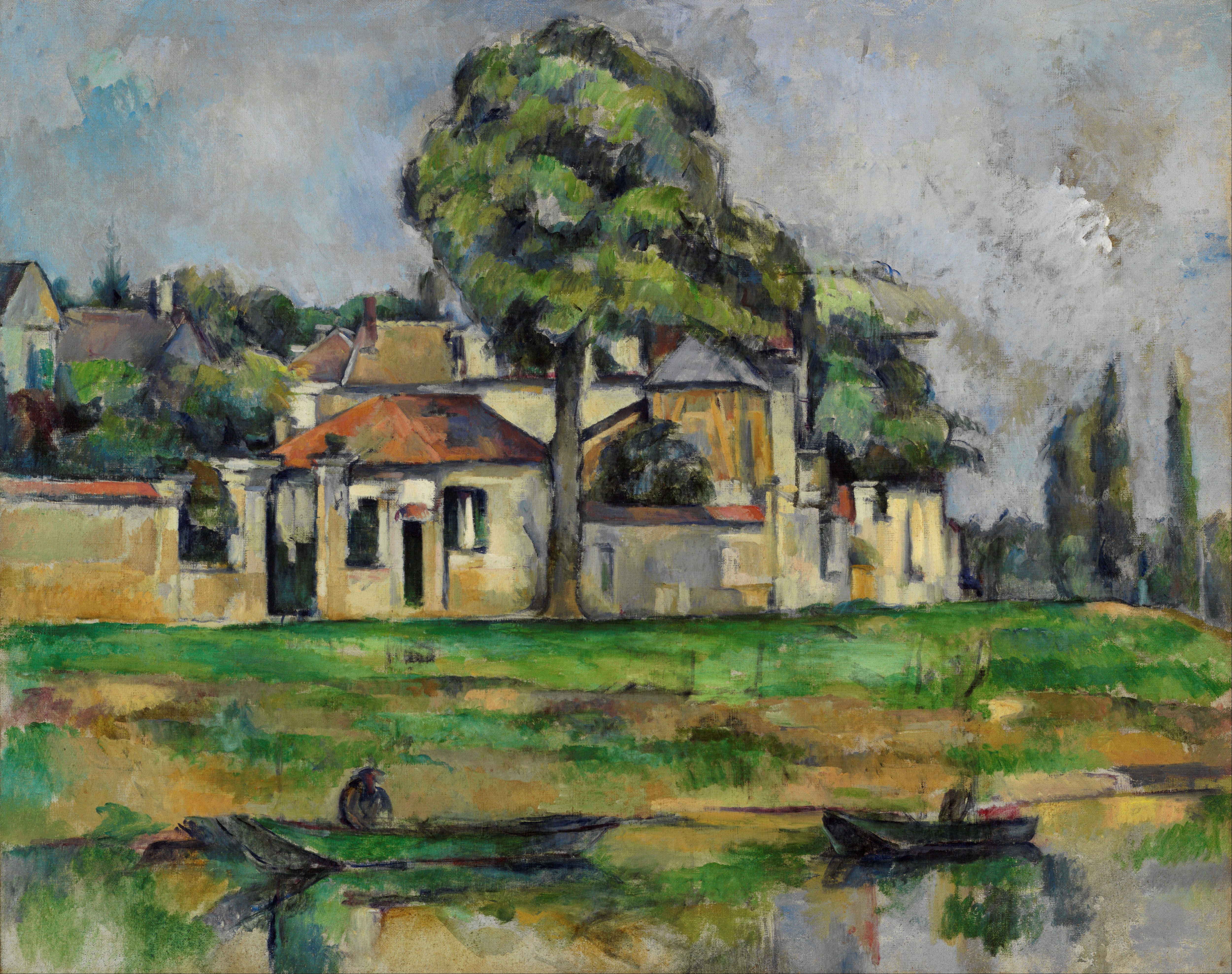
Paul Cézanne, Bords de la Marne (vers 1888)
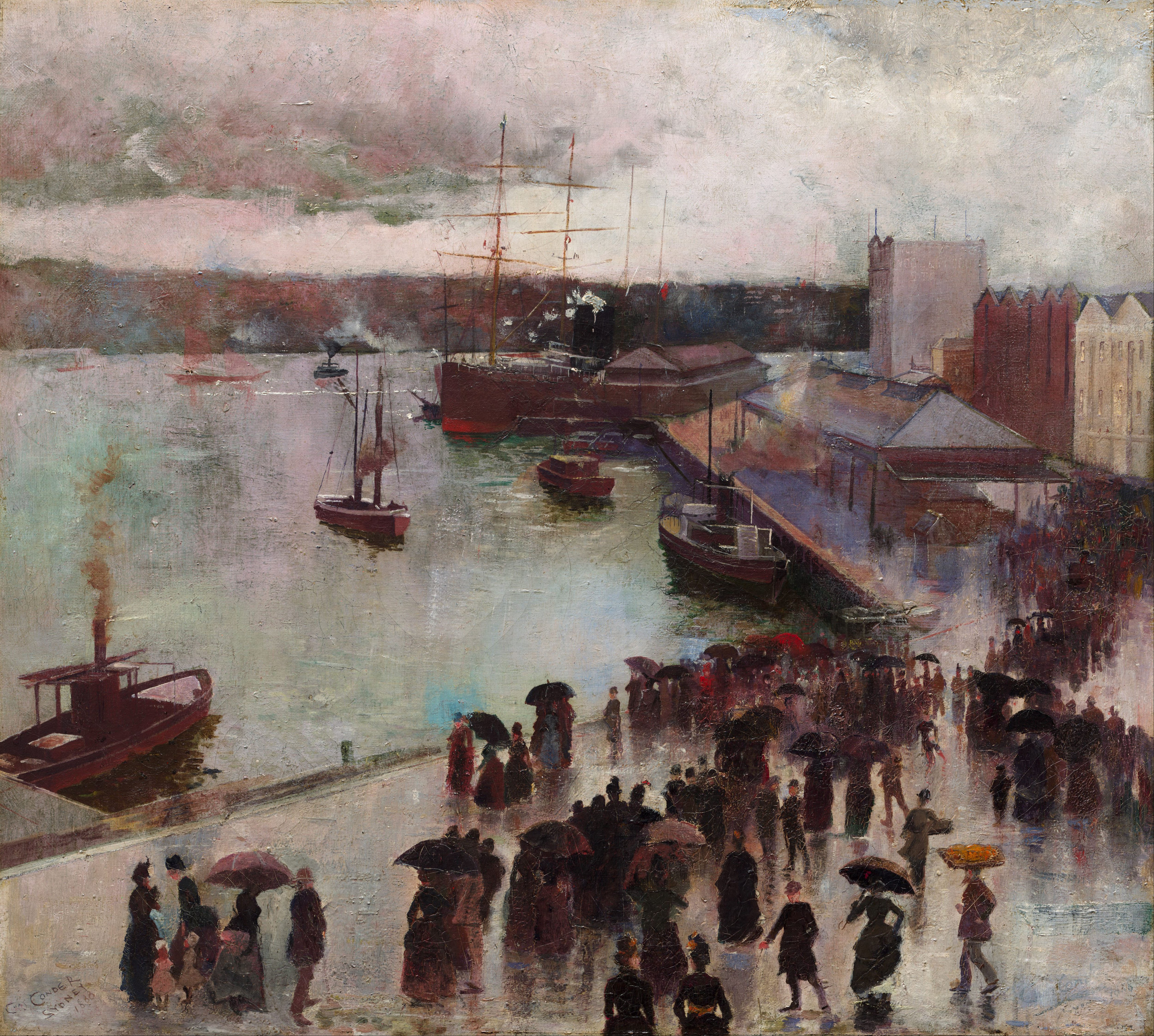
Charles Conder, Departure of the Orient - Circular Quay (1888)
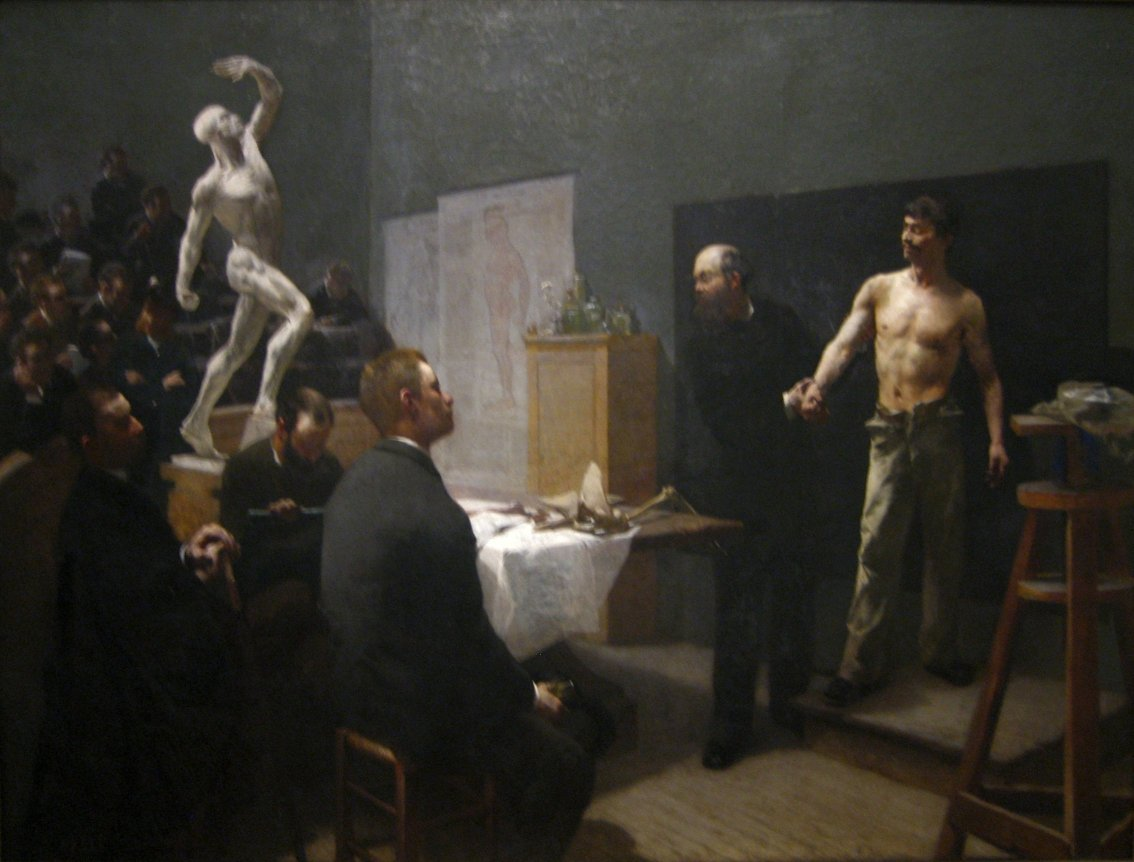
François Sallé, La Classe d'anatomie de l'École des Beaux Arts (1888)
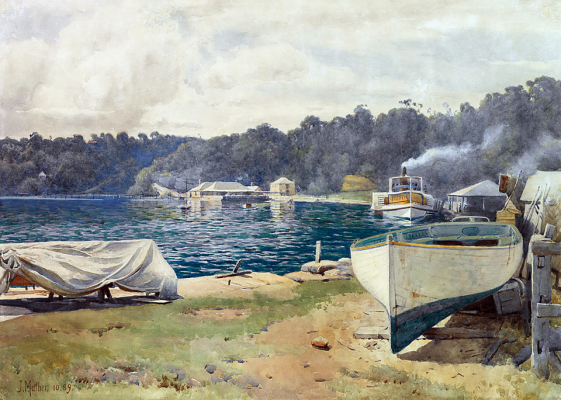
John Mather, Mosmans Bay (1889)
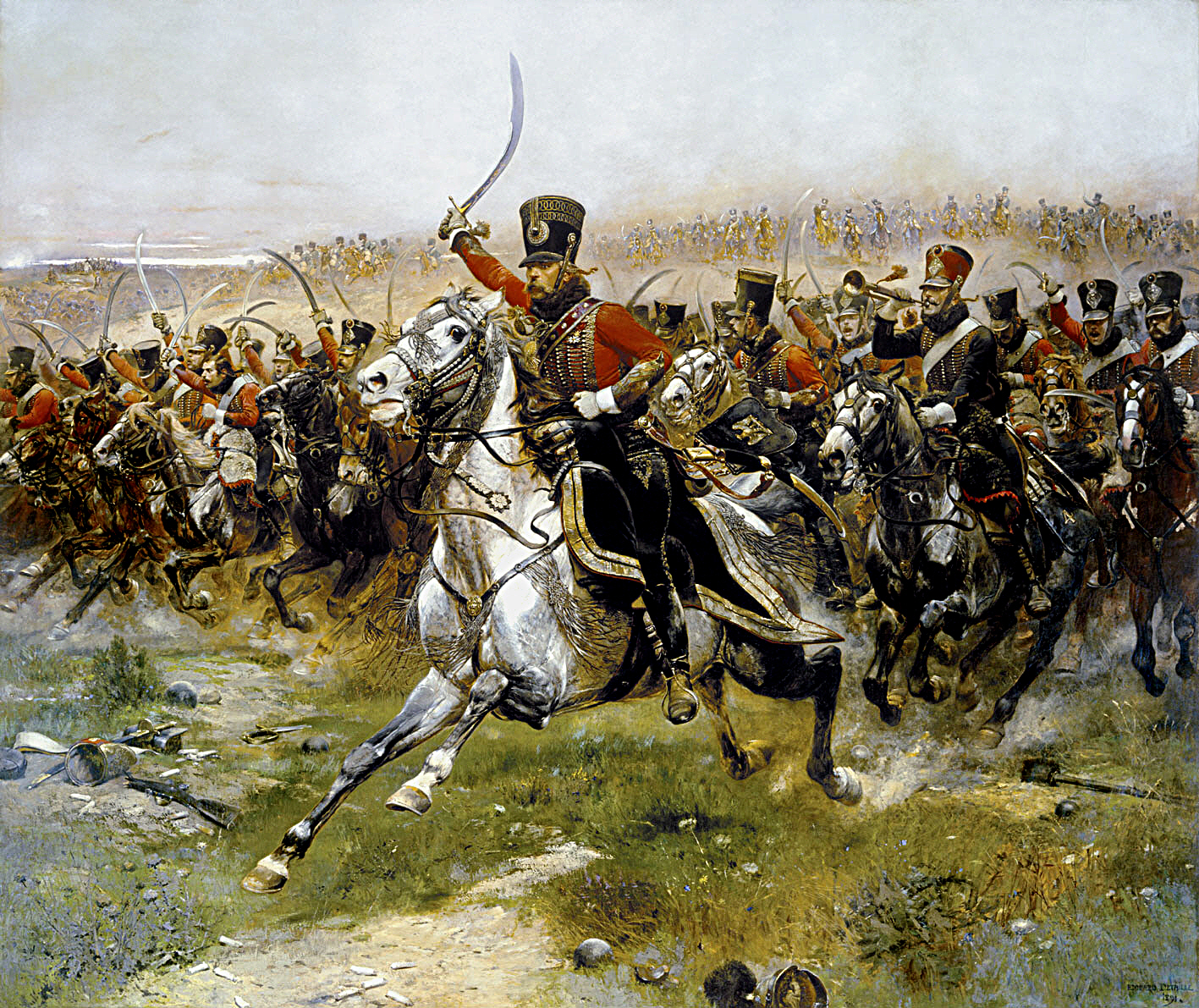
Édouard Detaille, Vive l'Empereur ! (1891)
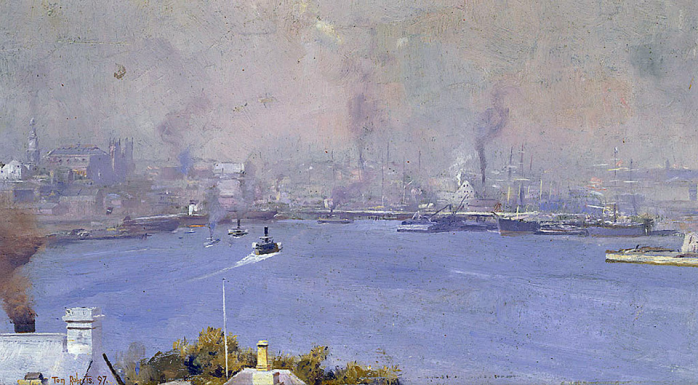
Tom Roberts, Sydney Harbour From Milsons Point (1897)
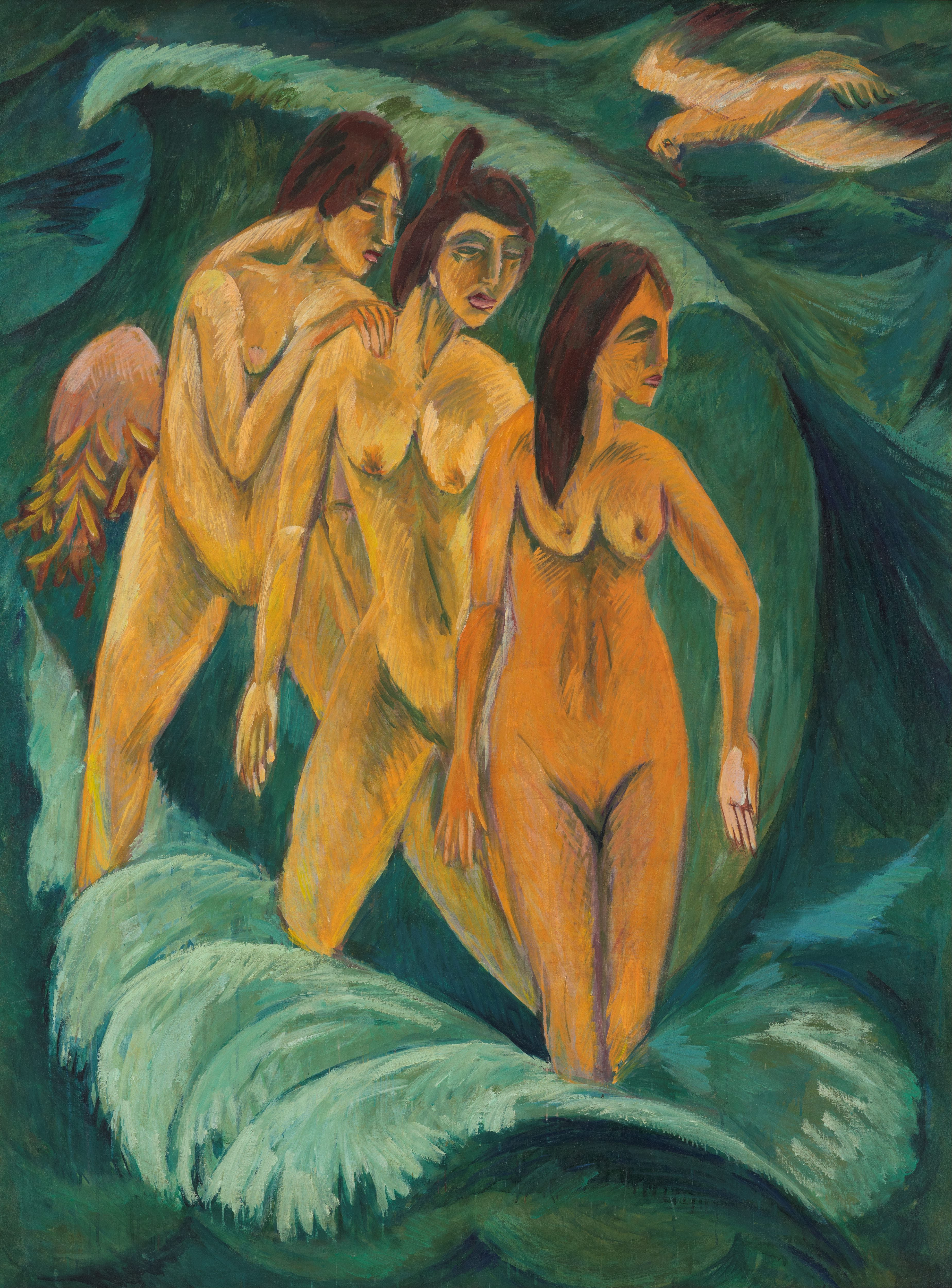
Ernst Ludwig Kirchner, Drei Badende (Trois baigneuses) (1913)
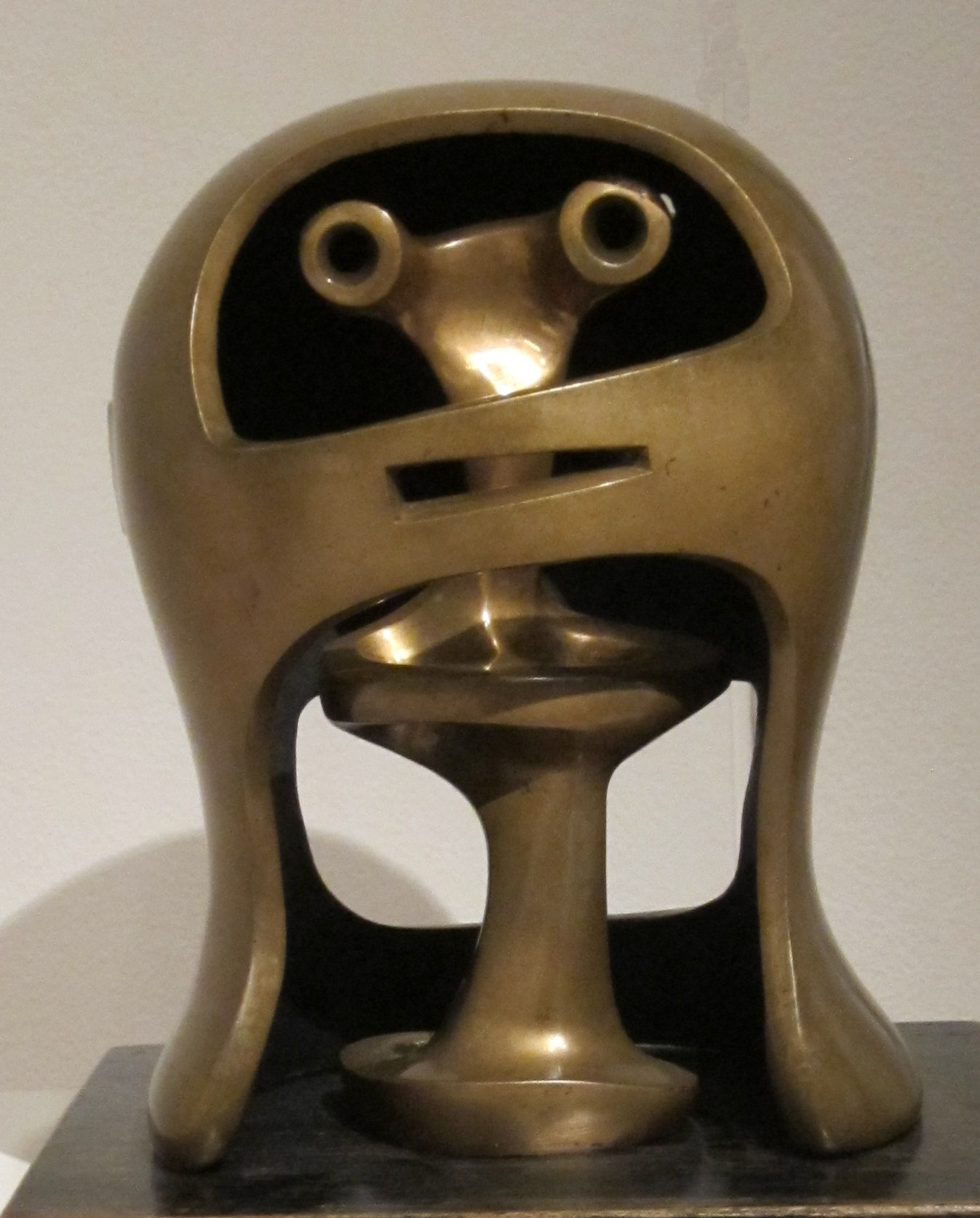
Henry Moore, Helmet Head No. 2 (1955)

## Expositions notables
- Matisse alive, 1989[6] ;
- Travaux d'artistes femmes de la collection permanente (Review: works by women from the permanent collection of the Art Gallery of New South Wales), 1995[7] ;
- Rosalie Gascoigne (en), la matière comme paysage (Material as landscape), 1997[8] ;
- Unscripted, 2005[9] ;
- Wastelands: A poetic legacy, 2005[10] ;
- Art of parts: collage and assemblage from the collection, 2016[11] ;
- Signs and symbols to live by, 2016-2017[12] ;
- Making worlds, 2022-2025[13].